# Southdale Center
Southdale Center es un centro comercial ubicado en Edina (Minnesota), un suburbio de Twin Cities. Se inauguró en 1956 y es a la vez el primero y el más antiguo centro comercial de Estados Unidos. Southdale Center tiene 120 551 m² de espacio comercial alquilable y 106 tiendas. Es propiedad de Simon Property Group y las tiendas ancla son Macy's, Dave & Buster's, AMC Theatres, Juut Salon Spa, Hennepin Service Center y Life Time Athletic.
El arquitecto Victor Gruen lo diseñó como una alternativa a la sociedad "centrada en el automóvil" que estaba surgiendo en los años 1950. Desde su apertura en 1956, Southdale ha sufrido altas tasas de desocupación y varios cierres de tiendas. Se han realizado varias adiciones, incluida una renovación en 2011 que implicó la construcción de un nuevo patio de comidas. Southdale Center continúa usando gran parte de su estructura original a pesar de estas renovaciones, y ha sido sede de varios eventos de caridad y comunitarios.

## Historia
En 1943, se pidió a los arquitectos Victor Gruen y Elsie Krummeck una propuesta para los centros comerciales de después de la Segunda Guerra Mundial para "Architecture 194X", un concurso en la revista Architectural Forum. Los prototipos de la pareja enfatizaron los aspectos comunitarios, donde servicios como la biblioteca pública y la oficina de correos podrían incorporarse a las tiendas comerciales. También se esforzaron por hacer que los centros fueran visualmente atractivos, para así alentar a los compradores a permanecer más tiempo.
Mientras estaba varado en Detroit durante una tormenta de nieve en 1948, Gruen se acercó a Oscar Webber, director de Hudson's, la segunda tienda por departamentos más grande del país en ese entonces (detrás de Macy's en Manhattan). Gruen le pidió a Webber que ayudara a financiar un centro comercial en los suburbios de Detroit, con Hudson como principal atractivo. Webber inicialmente se negó, pero un año después acordó financiar un conjunto de centros comerciales, incluido Northland Center, a medida que los clientes se mudaban de la ciudad a los suburbios.

### Construcción y primeros años (1952-1957)
A través de Oscar Webber, Gruen conoció a la familia Dayton, que era dueña de una cadena de tiendas del mismo nombre tras la muerte de su padre y buscaba expandirse y construir un centro comercial para acompañar a una de sus tiendas en Edina. Webber insistió en que la familia Dayton trabajara con Gruen para ayudar en sus esfuerzos. El 17 de junio de 1952, Gruen y Donald Dayton, presidente de Dayton's, anunciaron los primeros planos del centro comercial. Estimaron que el costo de construir el centro comercial sería de unos 10 millones de dólares. La respuesta pública al anuncio fue en general positiva, y muchos elogiaron el proyecto como una utopía. En un voto casi unánime de la ciudad de Edina, se cambiaron las ordenanzas de zonificación para constituir el centro comercial.
Gruen era un socialista de estilo europeo; descubrió que las tiendas individuales en los lugares del centro eran ineficientes y que el estilo de vida suburbano de Estados Unidos de los años 1950 era demasiado "centrado en el automóvil" y quería diseñar un edificio que fuera un lugar de reunión comunal, donde la gente compraría, tomaría café y socializaría, como recordaba de su Viena natal. Southdale Center fue modelado libremente en las galerías de varias ciudades europeas densamente pobladas e incluyó deliberadamente "vitrinas a la altura de los ojos" para "atraer a los clientes a las tiendas". Gruen imaginó que Southdale eventualmente incluiría "un centro médico, escuelas y residencias, no solo un desfile de tiendas ostentosas". En una declaración al Minneapolis Sunday Tribune (actual Star Tribune), Gruen y su asesor económico Lawrence P. Smith describieron el centro comercial regional como un lugar que podría "atender las necesidades y la vida de hoy" y uniría a la comunidad al proporcionar "una nueva salida para que ese instinto humano primario se mezcle con otros humanos". El barrio que rodea el centro fue construido específicamente para acompañar al centro comercial.
La palada inicial de Southdale tuvo lugar el 29 de octubre de 1954. Se necesitaron 800 trabajadores de la construcción para construir los 74 322 m², un centro de 500 acres, que tenía 5200 plazas de aparcamiento, 72 inquilinos disponibles y una construcción de 20 millones de dólares. Debido al duro invierno de Minnesota, Gruen construyó el centro con un techo y un sistema de aire acondicionado capaz de mantener una temperatura agradable de 24 °C todo el año. El centro comercial estaba originalmente anclado por Dayton's, Donaldson, Walgreens y Woolworth. Más de 40 000 visitantes asistieron a la ceremonia de inauguración del centro en la mañana del 8 de octubre de 1956. 188 000 clientes adicionales visitaron el centro comercial durante la semana siguiente.
El centro buscaba reunir "arte, cultura y entretenimiento bajo un mismo techo con el comercio minorista". La tienda de Dayton se inspiró en la tienda insignia de Dayton en Mineápolis. En noviembre de 1956, el arquitecto orgánico Frank Lloyd Wright visitó el centro comercial como parte de un recorrido por los nuevos edificios en Minnesota. Criticó el diseño general de Southdale, afirmando que "[el] patio del jardín tiene todos los males de la calle del pueblo y nada de su encanto", criticando además varios otros edificios en la cercana Mineápolis.
Durante los primeros años de Southdale, varios inquilinos y restaurantes abrieron en el centro. Un restaurante llamado Sidewalk Cafe, era un restaurante de temática "al aire libre", aunque el lugar estaba completamente cerrado; Sidewalk Cafe fue el primer restaurante de este tipo. J. C. Penney, una tienda departamental con sede en Plano, anunció su interés en abrir una ubicación en Southdale Center. Se construyó una adición al centro comercial, lo que permitió a J. C. Penney abrir una tienda de 23 031 m² en 1972; se convirtió en la tercera tienda ancla de Southdale, después de Dayton y Donaldson. Junto con la nueva tienda ancla llegó un corredor de centro comercial completamente nuevo que conectaba J. C. Penney con la estructura original.
En 1976 se construyó al otro lado de la calle de Southdale la Galleria Edina, un exclusivo centro comercial que aumentó la competencia. En 1987, Donaldson anunció la interrupción de su cadena de tiendas, lo que cerraría una de las anclas originales del centro comercial. En cambio, Donaldson se fusionó con la cadena de departamentos Carson Pirie Scott, con sede en Chicago.

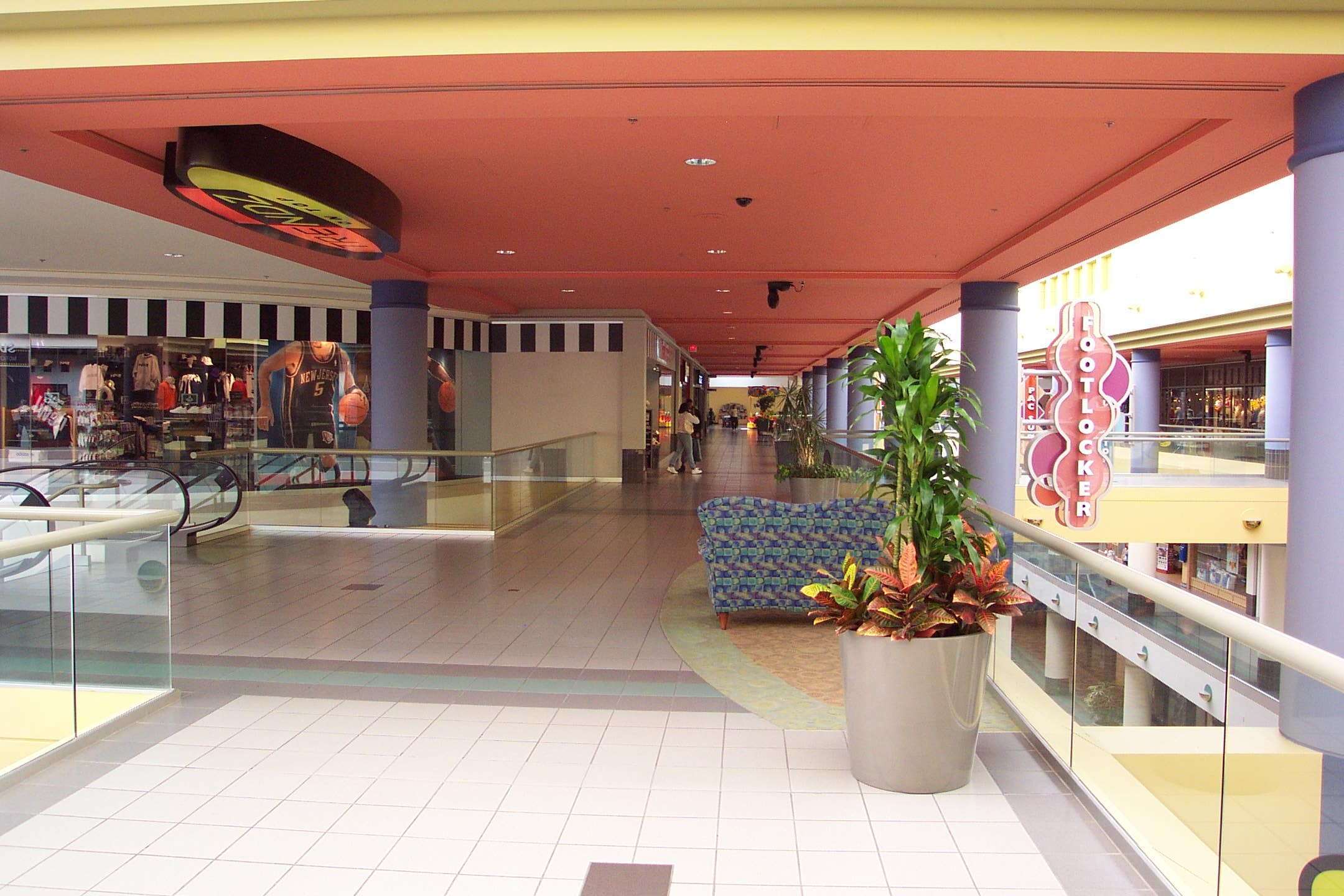
La antigua zona Trendz on Top ubicada en el tercer nivel

En 1991, Dayton anunció planes para construir una tienda significativamente más grande directamente al norte de su ubicación actual. Estos planes incluían la demolición de la tienda original de Dayton para ser reemplazada por más tiendas, además de un "patio de jardín" más grande, y la construcción de varios estacionamientos de varios niveles; Estos planes finalmente se construyeron y finalizaron a principios de los años 1990. El 30 de junio de 1997, Southdale Center se vendió a O'Connor Group, una empresa inmobiliaria con sede en Nueva York por 125 millones de dólares. Por esta época, Southdale convirtió su sótano en una singular tienda ancla, que se convirtió en Marshalls ; Alrededor del nuevo ancla se encontraban varias tiendas especializadas y oficinas de administración de centros comerciales. Dayton's adquirió Marshall Field's y lo renombró con la placa de identificación de Marshall Field.

### sigloXXI
A principios de los años 2000, tras el temor a la competencia de los cercanos Eden Prairie Center y Mall of America, Southdale anunció nuevos planes de renovación. Una remodelación completa ocurrió en 2001, seguida de una gran adición a la mitad sur de la propiedad; incluyó una sala de cine de 16 pantallas junto con un distrito de entretenimiento de restaurantes y tiendas llamado The District on France. Este incluía opciones gastronómicas "exclusivas", como California Pizza Kitchen, The Cheesecake Factory y Maggiano's Little Italy. También se realizó una renovación del tercer piso menos transitado, con la adición de tiendas para adolescentes; esta adición se llamó "Trendz on Top".
A mediados de los años 2000, Southdale comenzó a luchar para mantener una baja tasa de vacantes. May Department Stores Company adquirió Marshall Field's en 2004 y cerró rápidamente el área de Twin Cities Mervyn's. A continuación, varios inquilinos también terminaron sus contratos de arrendamiento, entre ellos The Bombay Company, Crate & Barrel, Ritz Camera y Select Comfort. Hubo conversaciones sobre un Dick's Sporting Goods que llenó el espacio anteriormente arrendado por Mervyn's, pero esos planes nunca despegaron y finalmente se disolvieron. En 2006, Marshall Fields fue rebautizado como Macy's.
En febrero de 2011, Simon Property Group anunció que Southdale pronto sería anclado por Herberger's, una cadena de tiendas departamentales local, y arrendaría el espacio previamente utilizado por Mervyn's. Junto con este anuncio vino la mención de un nuevo patio de comidas para reemplazar el casi vacío en el tercer piso menos transitado, un desarrollo de viviendas que consta de apartamentos y condominios, y un comercio minorista ampliado. La construcción del patio de comidas incluiría seis inquilinos, que luego se incrementó a ocho. Sin embargo, el nuevo patio de comidas forzó el cierre de uno de los inquilinos más antiguos de Southdale, Ralph's Shoe Service, que abrió en 1957. Tras varios despidos de inquilinos, el presentador de Marshalls del centro comercial anunció que dejaba sus 3716 m² de Southdale y se trasladaba a un centro comercial diferente en Bloomington.
El nuevo patio de comidas ubicado por J. C. Penney se completó en 2012 y contó con opciones gastronómicas "exclusivas", como Qdoba Mexican Grill y Smashburger. Se llevaron a cabo varios otros proyectos, como cambios estéticos para el centro comercial y la construcción de nuevos corredores. Desde 2015, varias tiendas y negocios han abierto ubicaciones en Southdale Center. Gordmans, un minorista de descuento con sede en Nebraska, llenó la vacante previamente alquilada por Marshalls en julio de 2015; pero cerró sólo dos años tras declararse en quiebra. Otras nuevas aperturas fueron el restaurante de Dave y Buster de 3855 m², que ocupó la vacante del patio de comidas original. Un complejo Homewood Suites by Hilton fue aprobado por la ciudad de Edina y construido en el estacionamiento noreste del centro comercial a fines de 2016.
Tras el anuncio de que J. C. Penney cerró nueve tiendas en Minnesota, la ubicación del Southdale Center cerró el 31 de julio de 2017, después de 45 años en Southdale. El antiguo edificio de Penney fue demolido y, en su lugar, se construyó un complejo de varios niveles Life Time Fitness de 43 millones de dólares, con una piscina en la azotea, que se inauguró en 2019.
Bon-Ton anunció el 17 de abril de 2018 que cerraría y liquidaría todas las tiendas de Herberger en sus más de 200 ubicaciones después de que dos liquidadores, Great American Group y Tiger Capital Group, ganaran una subasta para la compañía. El 26 de agosto de 2018, se cerró la ubicación de anclaje de Herberger en Southdale.
Simon, el dueño del centro comercial, continuó revitalizando Southdale como un desarrollo de uso mixto utilizando todos los rincones del estacionamiento. La esquina suroeste del estacionamiento vio una nueva construcción de RH (anteriormente Restoration Hardware) en 2018. En octubre de 2018, una Shake Shack de nueva construcción en la esquina noroeste de la propiedad celebró su gran inauguración. También se construyeron apartamentos de lujo en la esquina sureste del estacionamiento.
En mayo de 2019, se anunció que la sucursal de Southdale de la biblioteca del condado de Hennepin se trasladaría a Southdale Center, ocupando el lugar del Herberger's vacante, que iba a ser demolido. Se fijó una fecha de apertura para 2022, sin embargo, la medida se puso en espera y desde entonces ha sido cancelada.
El 18 de marzo de 2020, Southdale cerró temporalmente hasta el 29 de marzo del mismo año debido a la pandemia de COVID-19.